# Luc Barnier
Luc Barnier (* 25. September 1954 in Boulogne-Billancourt, Hauts-de-Seine; † 16. September 2012) war ein französischer Filmeditor.

## Leben
Nach seinem Schnittdebüt bei der Dokumentation Les oiseaux de nuit und dem Kurzfilm Feux de nuit im Jahr 1978 durfte Barnier 1981 für Michel Vuillermets Le règlement intérieur eigenverantwortlich den Filmschnitt übernehmen. Seitdem konnte der vielbeschäftigte Barnier auf eine Karriere von über 100 Filmschnitten in Kino-, Fernseh- und Indieproduktionen zurückblicken. Besonders durch die Zusammenarbeit mit den französischen Regisseuren Benoît Jacquot und Olivier Assayas wurde Barnier bekannt. Für ersteren schnitt er unter anderem Au fond des bois und Adolphe, während er für letzteren Irma Vep und Demonlover schnitt.
Insgesamt wurde Barnier trotz seiner überaus umfangreichen Filmographie selten für einen Filmpreis in Betracht gezogen. So erhielt er für Assayas Carlos – Der Schakal sowohl den Europäischen Filmpreis als auch eine César-Nominierung für den besten Schnitt. Seine erste César-Nominierung erhielt er bereits 1999 mit Place Vendôme.

## Filmografie (Auswahl)
- 1978: Les oiseaux de nuit
- 1978: Feux de nuit
- 1981: Le règlement intérieur
- 1982: Eine ganze Nacht (Toute une nuit)
- 1982: Entscheidung am Kap Horn (Les quarantièmes rugissants)
- 1986: Der sechste Tag (Le sixième jour)
- 1986: Lebenswut (Désordre)
- 1988: Das Winterkind (L’enfant de l’hiver)
- 1988: Versteckte Leidenschaft – Camomille (Camomille)
- 1991: Paris erwacht (Paris s’éveille)
- 1992: Flucht durch die Wolken (La fille de l’air)
- 1992: La femme normale (Sam suffit)
- 1993: Ein neues Leben (Une nouvelle vie)
- 1994: Alice und Elsa – Zwischen Liebe und Haß (À la folie)
- 1994: Das weiße Blatt (L’eau froide)
- 1996: Auch Männer mögen’s heiß! (Pédale douce)
- 1996: Irma Vep
- 1996: Lebenslinien – Schicksal auf Russisch (Ligne de vie)
- 1997: Nettoyage à sec – Eine Dreierbeziehung (Nettoyage à sec)
- 1998: Ende August, Anfang September (Fin août, début septembre)
- 1998: Place Vendôme
- 1998: Schule des Begehrens (L’école de la chair)
- 1999: Augustin, Kung-Fu-König (Augustin, roi du kung-fu)
- 1999: Meine schöne Schwiegermutter (Belle maman)
- 1999: The Lost Son
- 2000: Liebeslust und Freiheit (Le libertin)
- 2000: Sade
- 2001: Change moi ma vie
- 2002: Adolphe
- 2002: Balzac und die kleine chinesische Schneiderin (Balzac et la petite tailleuse chinoise)
- 2002: Demonlover
- 2003: Happy End (Nowhere to Go But Up)
- 2004: Marie und Freud (Princesse Marie)
- 2006: Paris, je t’aime
- 2006: Trautes Heim, Glück allein (La maison du bonheur)
- 2007: Boarding Gate – Ein schmutziges Spiel (Boarding Gate)
- 2008: Das Geheimnis der Geisha (Inju, la bête dans l’ombre)
- 2008: Willkommen bei den Sch’tis (Bienvenue chez les Ch’tis)
- 2009: Ende eines Sommers (L’Heure d’été)
- 2009: Coco Chanel – Der Beginn einer Leidenschaft (Coco avant Chanel)
- 2009: Villa Amalia
- 2010: Tief in den Wäldern
- 2010: Carlos – Der Schakal (Carlos)
- 2010: Nichts zu verzollen (Rien à déclarer)
- 2011: Mein liebster Alptraum (Mon pire cauchemar)
- 2012: Leb wohl, meine Königin! (Les adieux à la reine)
- 2012: Die wilde Zeit (Après mai)
- 2013: Tage am Strand (Adore)

## Auszeichnung
César
- 1999: Bester Schnitt für Place Vendôme (nominiert)
- 2011: Bester Schnitt für Carlos – Der Schakal (nominiert)

Europäischer Filmpreis
- 2010: Bester Schnitt für Carlos – Der Schakal